# Prionaster gracilis
Prionaster gracilis är en sjöstjärneart som beskrevs av Fisher 1913. Prionaster gracilis ingår i släktet Prionaster och familjen Goniopectinidae. Inga underarter finns listade i Catalogue of Life.